# Przekładnia łańcuchowa

Przekładnia łańcuchowa – przekładnia mechaniczna cięgnowa, w której cięgnem jest łańcuch. W takich przekładniach zęby kół łańcuchowych zazębiają się z elementami łańcucha, przenosząc w ten sposób napęd.
W przekładniach łańcuchowych stosuje się dwa typy łańcuchów – pierścieniowy i drabinkowy. Ze względu na zasadnicze różnice w konstrukcji tych łańcuchów także koła tych przekładni mają odmienne konstrukcje.

Przekładnia z łańcuchem pierścieniowym

W przekładni z łańcuchem pierścieniowym istotne jest prawidłowe ułożenie się pierścieni w gniazdach koła. Ma ono zatem dość skomplikowaną geometrię, w której skład wchodzą dwa rzędy zębów (1) chwytających łańcuch i dwa rodzaje gniazd (2), w których łańcuch się układa. Koło jest także zaopatrzone w kabłąk (3) zabezpieczający łańcuch przed zsuwaniem się z koła i pomagający w jego prawidłowym układaniu się.
Przekładnia z łańcuchem pierścieniowym jest rzadko stosowana, a to ze względu na jej wady, jakimi są:
- nierównomierność pracy
- duża hałaśliwość

Obszarami zastosowań tego typu przekładni są dźwigniki oraz inne mocno obciążone, wolnobieżne mechanizmy.

Przekładnia z łańcuchem drabinkowym

Przekładnia z łańcuchem drabinkowym pozwala znacznie zredukować wady przekładni z łańcuchem pierścieniowym. Bardziej skomplikowana konstrukcja łańcucha pozwala na zastosowanie znacznie prostszych kół łańcuchowych, obniżyć hałaśliwość i znacznie podnieść dopuszczalną prędkość kół. Przekładnie tego typu tradycyjnie stosowane są w napędach rowerów i motocykli.
Przykładem przekładni łańcuchowej o zmiennym skokowo przełożeniu jest układ napędowy roweru.